# Eimeldingen
Eimeldingen település Németországban, azon belül Baden-Württembergben. Lakosainak száma 2570 fő (2023. december 31.). Eimeldingen Binzen és Weil am Rhein községekkel határos.

## Népesség
A település népessége az elmúlt években az alábbi módon változott:
| Lakosok száma | 920  | 1062 | 1324 | 1596 | 1502 | 1892 | 2151 | 2352 | 2424 | 2570 |
|               | 1961 | 1967 | 1974 | 1980 | 1987 | 1993 | 2000 | 2006 | 2013 | 2023 |